# مضامية (الضليعة)
'

تعديل مصدري - تعديل

مضامية هي إحدى قرى عزلة الضليعة بمديرية الضليعة التابعة لمحافظة حضرموت، بلغ تعداد سكانها 5 نسمة حسب تعداد اليمن لعام 2004.